# Michael Knörr
Michael Knörr (Zirndorf, 20 settembre 1966) è un ex cestista tedesco.

## Carriera
Con la Germania ha partecipato ai Campionati del mondo del 1994 e ai Campionati europei del 1995.